# Collectivité territoriale de Martinique
Pour les articles homonymes, voir CTM.
La collectivité territoriale de Martinique (en abrégé CTM) est une collectivité territoriale unique française qui succède au département et à la région d'outre-mer de la Martinique dans tous leurs droits et obligations au 1er janvier 2016.
Son organe exécutif est le conseil exécutif (qui succède aux présidents des conseils régional et général) et son organe délibérant est l’assemblée de Martinique (qui remplace le conseil régional et le conseil général).

## Historique
Le 10 janvier 2010, les électeurs de Martinique rejettent par référendum la création d'une collectivité unique soumise à l'article 74 de la Constitution puis, lors d'un  second référendum le 24 janvier suivant, ils approuvent la création d'une collectivité territoriale unique. La création de celle-ci, rendue possible en lieu et place d'une région et d'un département d'outre-mer est prévue par l'article 73 de la Constitution.
Cette collectivité, comme celle de Guyane, est créée par l'adoption d'une loi organique et d'une loi ordinaire du 27 juillet 2011,. Initialement prévues en mars 2015, la première élection de l'assemblée de Martinique est repoussée en même temps que les élections régionales à décembre 2015 par une loi de 2013.
À la fin de 2017, la CTM qui regroupe les deux anciens conseils général et régional, emploie 4 200 agents.
Le 1er septembre 2024, les services de la CTM de dotent d'un organigramme après plus de 8 années d'existence,.

## Conseil exécutif de Martinique
À la différence de la collectivité territoriale unique de Guyane, le président de l'assemblée de Martinique ne constitue pas l'exécutif de la collectivité qui est dévolu au conseil exécutif de Martinique.
Alfred Marie-Jeanne est le premier président du conseil exécutif de la collectivité territoriale de Martinique (de 2015 à 2021)
Le président et les conseillers exécutifs sont élus au sein des membres de l'assemblée de Martinique. Une fois élus, ils ne siègent alors plus au sein de l'assemblée car ces deux mandats ne sont pas compatibles.

## Conseil économique, social, environnemental, de la culture et de l’éducation de Martinique
Le conseil économique, social, environnemental, de la culture et de l'éducation de Martinique (CESECEM) est composé de 68 membres, répartis en  deux sections : la section « économique, sociale et environnementale » et la section « culture et communication ».
Les membres sont nommés par arrêté préfectoral pour 6 ans. Ils doivent être issus d’une liste d’organismes établie par décret. Nul ne peut être à la fois membre des deux sections.
La collectivité territoriale de Martinique (CTM) doit saisir le CESECEM sur les points suivants : documents budgétaires de la CTM, orientations budgétaires et schémas régionaux d’aménagement et de développement du territoire.
Le CESECEM peut aussi de sa propre initiative émettre des avis sur toutes questions relevant de la compétence de la collectivité territoriale de Martinique.

## Identité visuelle
Adopté en novembre 2016 à la suite d'une consultation, le logotype actuel de la collectivité martiniquaise reprend un colibri en plein envol qui reprend les contours de l'île. Les couleurs présentes sont l'orange et le bleu et représentent respectivement la terre martiniquaise ainsi que la mer des Caraïbes et l'océan Atlantique.

Logo de 2015 à 2016.
Logo depuis 2016.